# Santuario di Santa Maria alle Lastre
Il santuario di Santa Maria alle Lastre (in croato Sveta Marija na Škriljinah), noto anche come santuario di Santa Maria di Vermo è un'antica chiesa che costituisce il luogo di culto cimiteriale di Vermo, località del comune di Pisino.
È completamente immersa nel verde tra fitti alberi di tiglio e pino nero, arbusti tipici dell'Istria Bianca.
Durante l'anno mille essa ospitò l'antico monastero benedettino di Santa Maria di Vermo, che fu abbandonato dai monaci quando lasciarono il territorio istriano.
Essa ha una superficie di circa 75 m², le pareti sono ricoperte da affreschi attribuibili al maestro Vincenzo da Castua, eccellente pittore librunico attivo tra l'Istria e Fiume nel corso del XV secolo.
Antistante all'ingresso vi è un portico sormontato da tre arcate con capriate lignee, aggiunte successivamente in occasione di lavori restaurativi, mentre la pavimentazione rimane quella dell'epoca, cioè con lastre rettangolari (da cui il nome della chiesa) in pietra calcarea con la facciata in pietra, e la porta ad arco.
Come fonte di luce, sono state utilizzate monofore gotiche e lunette sopra all'abside.
Gli affreschi sono un esempio della cultura popolare dell'Europa centrale durante il Medioevo (stile tardogotico), con l'esempio più importante che è rappresentato dalla danza macabra che si trova sopra la porta d'ingresso, esempio di come la morte sia livellatrice di ogni effimero potere, simboleggiando l'eguaglianza degli uomini dinanzi ad essa. Vi sono anche delle scritte in glagolitico.